# Borzgane
Le borzgane (arabe : برزقان), borzguène ou bourzguène est un couscous au mouton et aux fruits secs préparé avec du lait et légèrement sucré, typique du nord-ouest de la Tunisie, particulièrement des villes du Kef, et de Béja.

## Ingrédients
Ce plat se compose des ingrédients suivants :
- couscous (semoule de blé) ;
- eau de fleur d'oranger ;
- gigot d'agneau ;
- lait ;
- fruits secs grillés (noisettes, amandes, raisins secs, pistaches, noix, etc.) ;
- dattes ;
- sucre ;
- romarin.

Originellement, ce plat se déguste toujours accompagné de lait et souvent de laitue.

## Festival et racines historiques
Un festival du borzgane se déroule au Kef chaque printemps, le week-end autour du 15 mai. On l'appelle aussi « festival du Mayyou », et correspond au nhar mayou, le 1er mai du calendrier agraire tunisien. La date exacte correspond soit au 14 mai (1er mai du calendrier berbère), soit au 15 mai (1er mai de l'antique calendrier julien). 
Quoi qu'il en soit, ce nhar mayou célèbre le changement du cycle climatique, et ce passage du printemps à l’été est célébré dans diverses régions avec un repas de fête utilisant les productions qui vont disparaître en combinaison avec celles qui arrivent. Si les spécialités du cap Bon comme les osbanes mayou de Béni Khiar ou autres plats accompagnés de harrisa mayou combinant les agrumes et les nouvelles pousses vertes sont connues, peu en revanche savent que le borzgane en est l'équivalent pour le pays céréalier à Béja et au Kef : Mayou correspond à la fin de la période de haute lactation et anticipe les récoltes de céréales à venir. Autrefois, un mouton était sacrifié (raison pour laquelle le borzgane ne peut se préparer qu'avec du mouton) et le couscous symbolique de bon augure était mouillé de lait de brebis, remplacé actuellement par celui de vache. La recette elle-même, sans tomates ni poivrons, est une survivance punico-romaine.